# 中華民國十大傑出青年

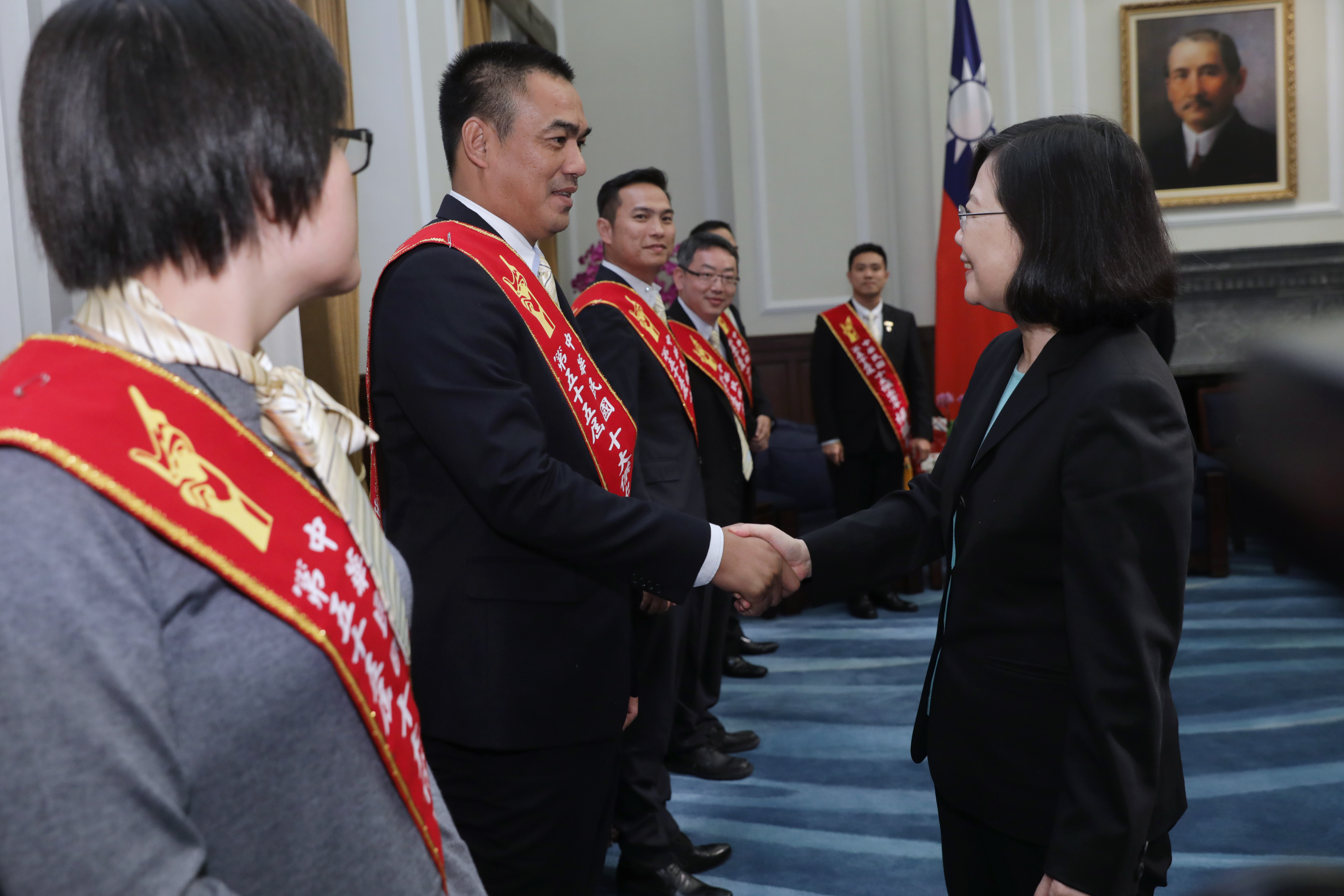
2017年10月13日，總統蔡英文接見「第55屆十大傑出青年當選人」，向所有傑出青年當選人表達由衷感謝與祝賀之意。

中華民國十大傑出青年，簡稱十傑，是由國際青年商會中華民國總會自1963年起創辦的選拔。

## 選拔緣起
1938年，美国青年商会開始「十大傑出青年男子」（Ten Outstanding Young Men）選拔活動。1984年以後，因加入女性會員，故改名為「十大傑出美國青年」（Ten Outstanding Young Americans，TOYA）。
1962年，国际青年商会在香港舉行的世界大會中，通過了一項決議案，要各會員國仿傚美國青商會的經驗，各自在所屬國內推動「十大傑出青年」選拔的活動。1963年，國際青年商會中華民國總會成立十週年，當時由程志新擔任總會長，開始推動中華民國「十大傑出青年」的選拔，並於每年聘任一位評審主任委員及一位總幹事，進行選拔活動的推動。

## 歷屆十大傑出青年當選人名錄
| 年份   | 屆數   | 評審主委 | 總 幹 事 | 當選人員                                                                                     |
| 1963年 | 第1屆  | 王雲五   | 朱巨勛   | 俞瑞璋、孔繁震、吳耀庭、馮士雄（馮馮）、錢復、林振福、彭明敏、楊玉成、陳廉良、鄝梅           |
| 1964年 | 第2屆  | 王雲五   |          | 謝敏男、王甲乙、許倬雲、吳清雲、葉九皋、莊本立、潘玉生、林克明、韓光渭、姚明                 |
| 1965年 | 第3屆  | 王雲五   |          | 李翰祥、楊振忠、林海峰、商岳衡、郭榮趙、蘇仲卿、王慶麟、吳聯星、許常惠、張碁祥               |
| 1966年 | 第4屆  | 王雲五   |          | 楊英風、沈君山、傅宗懋、楊建華、郭錦隆、蘇遠志、余光中、張仙芳、姜必寧、徐隆德               |
| 1967年 | 第5屆  | 王雲五   |          | 張建邦、林洋港、高明敏、陳幼石、吳阿明、劉藝、何景賢、許世達、謝清俊、趙澤修                 |
| 1968年 | 第6屆  | 孫科     |          | 余如季、謝貴、李俊仁、劉國松、翟宗泉、張家驤、陳蔡鏡堂                                       |
| 1969年 | 第7屆  | 孫科     |          | 劉元林、許水德、廖一久、李怡嚴、黃光輝、潘元石、張曼濤、王曉祥、張中平、馮鍾睿               |
| 1970年 | 第8屆  | 閰振興   |          | 黃孝倓、許文富、張正暘、杜弘毅、連戰、黃丁郎、黃鏡峰、詹思聰、張昭鼎                         |
| 1971年 | 第9屆  | 閰振興   |          | 呂良煥、丘宏達、吳金贊、戴文昌、吳延玫、姚鳳磐、楊國樞、陳寧生、吳裕慶、喬寶泰               |
| 1972年 | 第10屆 | 閰振興   | 陳宗仁   | 胡耀恆、陳繼盛、林秀雄、張錦文、歐鴻鍊、陳汝勤、林慶福、何銘樞、涂勤、王石生                 |
| 1973年 | 第11屆 | 閰振興   | 許國宏   | 李增宗、杜俊元、郭長揚、連倚南、張崑雄、陳明、黃廣志、賴克富、廖修平、謝文欽                 |
| 1974年 | 第12屆 | 閰振興   | 林承添   | 李淵河、吳東明、朱樹勳、吳隆榮、張訓誥、蔡智明、鄭豐喜、林享能、林治平、陳計南               |
| 1975年 | 第13屆 | 黃季陸   | 林承添   | 李國欽、周延鑫、徐佳銘、孫明賢、溫隆信、彭元熙、華加志、蕭江寧、鄧有立、謝來發               |
| 1976年 | 第14屆 | 李國鼎   | 林承添   | 朱銘、施振榮、毛連塭、李燦然、翁水清、唐棣、詹啟造、吳澄第、邱聰智、周仁章                   |
| 1977年 | 第15屆 | 李國鼎   | 林承添   | 古德業、杜國夫、李在方、林懷民、吳啟賓、黃勝雄、陳再來、陳清正、陳東震、趙榮耀               |
| 1978年 | 第16屆 | 李國鼎   | 詹超然   | 伍必翔、陳志明、簡又新、孫光中、陳幸一、華阿財、黃秀園、吳炫三、陳義雄、城仲模               |
| 1979年 | 第17屆 | 李國鼎   | 周智中   | 蔡義本、何懷碩、楊仁壽、洪濬哲、楊朝勝、黃永松、邱輝宗、王秋郎、陳維昭、趙守博               |
| 1980年 | 第18屆 | 李國鼎   | 周智中   | 林嘉興、伍澤元、許以文、徐瑞東、曹常仁、謝博生、林榮貴、蔡鍾雄、王恩修、郁慕明               |
| 1981年 | 第19屆 | 李國鼎   | 周智中   | 郭光雄、何恆雄、程邦遠、沈銘鐘、沈守敬、蔡懷玉、劉國忠、張煦華、陳進利、蘇金松               |
| 1982年 | 第20屆 | 李國鼎   | 方瑞生   | 王瑞正、江瑞明、李安仁、胡錦標、陳駿青、楊盛行、鄭金生、劉錦池、蔡新聲、蔡榮祐               |
| 1983年 | 第21屆 | 邱創煥   | 高新富   | 王迺愨、林道平、林俊義、許博允、許義宗、黃新川、曾憲棨、羅祥安、林茂通、林茂村               |
| 1984年 | 第22屆 | 吳伯雄   | 梁家遠   | 李成家、鄭國琪、李琳山、賴振東、洪濬正、陳清源、吳經國、顏大和、湯健明、蔡溫義               |
| 1985年 | 第23屆 | 吳伯雄   | 藍德俊   | 李四川、陳坤湖、鄧潠昇、楊銀明、孫嚴、陳志忠、蔡志忠、賴金鑫、戴謙、朱瑞民                   |
| 1986年 | 第24屆 | 吳伯雄   | 賴金發   | 丁予安、王順成、吳金冽、吳明賢、吳敦義、陳文咸、陳天福、劉保伸、鄭登貴、韓國家               |
| 1987年 | 第25屆 | 吳伯雄   | 詹國勳   | 王榮德、巫文隆、胡榮華、馬以工、洪敏泰、陳景星、陳適庸、黃才郎、張莉莉、黃燦琪               |
| 1988年 | 第26屆 | 李國鼎   | 江文和   | 黃勝泉、沈清松、黃世銘、蔡漢雄、鄭明俐、朱宗慶、陳興、邰中和、巴德雄、黃順金                 |
| 1989年 | 第27屆 | 錢復     | 翁林澄   | 秦玉芳、黃茂松、黃德富、鄧文斌、劉正獅、徐仙卿、魏海敏、高德錚、賴聲川                       |
| 1990年 | 第28屆 | 錢復     | 嚴尚文   | 林昭亮、李福恩、林貴榮、吳則何、李宏道、施崇棠、黃富生、魏崢、蘇文慶、蘇益仁                 |
| 1991年 | 第29屆 | 連戰     | 莊 尉    | 刁國凍、林允定、黃定國、陳基旺、高志明、何明洲、邵廣昭、王惠珍、李學忠、盧文祥               |
| 1992年 | 第30屆 | 林洋港   | 余正昭   | 楊永斌、連漢濱、王秋涼、王春雄、江東亮、賴國洲、吳明哲、張申國、陳中申、施治明               |
| 1993年 | 第31屆 | 陳履安   | 鄧仁周   | 胡紀如、鄧貴友、楊清輝、葛永光、楊泮池、陳明里、張清風、岑清美、黃美廉、康樹正               |
| 1994年 | 第32屆 | 林洋港   | 李重光   | 張宏鈞、姜茂順、賴正鎰、郭美文、陳適安、劉銘、韓家寰、陳怡安、郭孟雍、蔡正揚                 |
| 1995年 | 第33屆 | 錢復     | 梁垚楠   | 蘇顯達、許志聖、林淑端、陳新民、林朝同、李坊良、黃華裕、許源浴、陳勁甫、陳棋清               |
| 1996年 | 第34屆 | 李遠哲   | 李麗娜   | 林正忠、郭育良、張秀鑾、謝坤山、陳光禎、魏金明、楊蔚齡、孫翠鳳、陳淑枝、雷輝                 |
| 1997年 | 第35屆 | 許水德   | 陳艷媚   | 關暟麗、楊致和、李紀珠、薛銀陞、依法、許國良、陳為堅、林中隆、楊純明、黃乃輝                 |
| 1998年 | 第36屆 | 劉松藩   | 連進德   | 黃錦玲、黃奕明、熊麒、黃崧、屠世亮、江伯倫、孫義雄、王金石、藍介洲、王仕賢                   |
| 1999年 | 第37屆 | 王金平   | 連進德   | 翁景明、傅立成、王思婷、王志堯、賴東進、何敬歐、李國書 、張鍚強、杜清富、蕭煌奇              |
| 2000年 | 第38屆 | 錢復     | 張禮水   | 林進燈、何晉國、趙鎮豐、蔡淑貞、詹長權、陳俊良、陳信文、張惠妹、謝立功                       |
| 2001年 | 第39屆 | 許水德   | 柯宗仁   | 江志忠、張為忠、陳詩欣、蔣澎龍、陳瑞珍、李友專、果尚志、呂宗昕、鄭淑勻、邱文寶               |
| 2002年 | 第40屆 | 連戰     | 郭志峰   | 李篤中、古錦松、賴家慶、陳義雄、陳儀莊、賴進財、吳錦禎、趙玉平、柳信美、許文融               |
| 2003年 | 第41屆 | 姚嘉文   | 陳小康   | 黃俊銘、張捷、柯明道、王英郎、楊子葆、樊同雲、洪新富、周明傑、莊智淵、廖敏妃                 |
| 2004年 | 第42屆 | 王金平   | 宋樹人   | 周錫增、郭大維、廖晏鮮、詹明才、王鵬惠、郭博昭、方啟泰、陳瑞斌、盧筱筠、潘生才               |
| 2005年 | 第43屆 | 王金平   | 廖錫銘   | 賀培銘、蕭文雄、劉麗紅、黃志雄、陸瑞漢、丁詩同、洪國盛、俞秀端、唐嘉仁、蔣正男               |
| 2006年 | 第44屆 | 王金平   | 賴美媖   | 林秀豪、粘錦成、鍾宛貞、李孝屏、林義傑、陳全木、徐祖安、許祥珍、鍾明道                       |
| 2007年 | 第45屆 | 王金平   | 鄭秀珠   | 胡育誠、莊佳容、吳秋瑩、陳厚全、王金柱、陳姿妃、張安麟、李國賓、楊恩典                       |
| 2008年 | 第46屆 | 王金平   | 賴正庸   | 林良蓉、胡啟章、梁伯嵩、柯利芳、王建民、陳瑞賓、潘敏雄、李光申、阮雪芬、劉孟捷               |
| 2009年 | 第47屆 | 王金平   | 夏正寰   | 林嘉慶、林風、彭朋畿、林以巋、鐘文宏、賴美吟、江秀真、許育典、張栩、王正皓                   |
| 2010年 | 第48屆 | 賴英照   | 古美珠   | 陳榮凱、林謙育、黃文啟、李信達、林依瑩、詹詠然、盧彥勳、李靜芳、黃群雁、廖林彥               |
| 2011年 | 第49屆 | 王金平   | 陶威中   | 林智仁、葉宗奇、歐耿良、曾雅妮、李仁燿、廖瑩怡、黃裕峰、李堅志                               |
| 2012年 | 第50屆 | 吳伯雄   | 蔡玉如   | 魏榮宗、廖倉祥、紀雅惠、沈芯菱、布拉瑞揚·帕格勒法、柯景騰、卓俊忠、潘宇翔                    |
| 2013年 | 第51屆 | 王金平   | 徐鴻欽   | 陳能賢、溫國智、湯智昕、林麗蟬、陳彥博、許淑淨、林蔚昀、李柏毅、葉文新、蘇振文               |
| 2014年 | 第52屆 | 王金平   | 文蓓蓓   | 謝志豪、邱泰源、王韋中、林先和、郭婞淳、郭亮吟、許景翔、許芯瑋、陳珞韶                       |
| 2015年 | 第53屆 | 王金平   | 鄭志堅   | 蕭敬騰、林子琦、楊政達、林詠翔、曾梅玲、聶眾、何宣慶、郭韋齊、黃凱盈                         |
| 2016年 | 第54屆 | 王金平   | 明良臻   | 周大鑫、簡韶逸、江振誠、楊博宇、李美璇、廖文華、詹皓晴、林子堯、洪松銘、林詠凱、何景榮       |
| 2017年 | 第55屆 | 蘇嘉全   | 蘇盟凱   | 曾祥非、楊勝凱、林之晨、趙子凡、王嘉勳、戴資穎、陳金鋒、鍾華瑄、黃麟傑、謝瑞裕、楊右任       |
| 2018年 | 第56屆 | 蘇嘉全   | 王國贊   | 呂宥蓉、湯淯甯、吳嘉霖、朱芯儀、鄭怡靜、黃翊、呂澎澤、龔建嘉、陳志瑜                         |
| 2019年 | 第57屆 | 蘇嘉全   | 張晃銘   | 曹譽鐘、楊弘意、張賀森、莊懷佳、王亭潔、周天成、簡珮如、林政榮、吳季衡、劉柏君、吳季剛       |
| 2020年 | 第58屆 | 游錫堃   | 蘇猷雅   | 林薇、黃偉翔、李智凱、何凱成、劉峻誠、黃振倫、徐德華、林玉俊、周仁海、盧廣仲、曾宇謙、謝怡芬 |
| 2021年 | 第59屆 | 黃榮村   | 沈進吉   | 楊勇緯、林峻丞、鄭惠如、蔡博丞、馬玉如、王詩欽、李宏毅、陳紀衡、魏瑞廷、廖倫德、林映君       |
| 2022年 | 第60屆 | 賴清德   | 陳俊竹   | 王齊麟、李洋、徐世榮、高國興、高世達、余坤興、莊凱詠、宋明哲、陳偉誠、宋景歡、炎亞綸         |
| 2023年 | 第61屆 | 賴清德   | 李連宏   | 吳欣潔、王鵬傑、洪一鈞、陳冠宇、陳景維、林昀儒、張逸軍、呂象吾、邱裕翔、許書華、汪秉延       |
| 2024年 | 第62屆 | 林佳龍   | 呂文正   | 陳縕儂、陳世斌、吳庭安、劉彥良、任尤奇．普佩依、孫家閎、蔡宏毅、葉子誠、楊宜樺、陳彥君       |

## 歷屆華裔青年特別獎名單
| 年份   | 屆數   | 得獎名單                                       |
| 1992年 | 第30屆 | 陳港生（成龍）、張文華、黃久娟、姚旭燈、葉日鴻 |
| 1993年 | 第31屆 | 鮑益勤、李鶯熙、汪大衛                         |
| 1994年 | 第32屆 | 施朝完、李光弼、卓宗成                         |
| 2012年 | 第50屆 | 楊謹倫                                         |
| 2014年 | 第52屆 | 陳珞韶                                         |
| 2016年 | 第54屆 | 蔡昇倫                                         |
| 2018年 | 第56屆 | 李毅峰                                         |
| 2019年 | 第57屆 | 吳季剛                                         |
| 2020年 | 第58屆 | 謝怡芬                                         |
| 2021年 | 第59屆 | 林映君                                         |
| 2023年 | 第61屆 | 蔡鎮光                                         |
| 2024年 | 第62屆 | 陳浩維                                         |

## 撤銷當選資格
2023年6月20日，炎亞綸被耀樂指控涉嫌對未成年性侵及偷拍，對此，國際青年商會中華民國總會於事發隔日，公告撤銷炎亞綸於2022年中華民國十大傑出青年之當選資格。

## 外部連結
- 國際青年商會(junior chamber international) 網頁（页面存档备份，存于）（英文）
- 國際青年商會中華民國總會 網頁（页面存档备份，存于）（繁體中文）